# Syndroom van Adams-Stokes
Het syndroom van Adams-Stokes  verwijst naar een plotse, voorbijgaande, vorm van flauwvallen (syncope). Soms gaat dit gepaard met toevallen. Dit syndroom is vernoemd naar twee Ierse artsen: Robert Adams (1791-1875) en William Stokes (1804–1877).

## Symptomen
Voorgaand aan een aanval wordt de patiënt bleek. Het hartritme vertoont een tijdelijke pauze en de patiënt valt flauw. De bewusteloze periode duurt ongeveer dertig seconden. De eventuele convulsies treden op als trekkingen na 15–20 seconden. De ademhaling verloopt normaal gedurende de aanval. Na de aanval krijgt de patiënt een blos doordat het hart het geoxygeneerde bloed uit longcirculatie naar de systemische circulatie pompt. Dit wordt versoepeld doordat de systemische vaten door de hypoxische toestand verwijd zijn.
Net zoals bij andere vormen van flauwvallen die veroorzaakt worden door cardiale dysritmieën is het flauwvallen zelf onafhankelijk van de positie van de patiënt. Wanneer een aanval optreedt gedurende de slaap kan het enige symptoom bestaan uit warm aanvoelen en een blos bij het ontwaken.

## Diagnose
De adams-stokesaanvallen kunnen gediagnosticeerd worden via de medische voorgeschiedenis (anamnese). Karakteristiek is het bleek wegtrekken voor de aanval en het blozen erna. Het elektrocardiogram (ECG) laat asystole of ventrikelfibrilleren (V-FIB) zien gedurende de aanval.

## Oorzaken
De oorzaak van het bleek wegtrekken is het verdwijnen van de pompfunctie van het hart. Het hart pompt immers niet meer ten gevolge van asystolie of ventrikelfibrilleren. Het flauwvallen wordt veroorzaakt door het wegvallen van de circulatie naar de hersenen.

## Behandeling
De medicamenteuze behandeling bestaat uit isoproterenol (isoprenaline) en/of adrenaline (epinefrine). Een definitieve behandeling is echter slechts chirurgisch te bereiken door het implanteren van een pacemaker.

## Prognose
Wanneer het syndroom van Adams-Stokes niet behandeld wordt hebben de aanvallen een mortaliteit van 50% binnen een jaar na het optreden van de eerste episode. De prognose na succesvolle behandeling is echter zeer goed.